# سمسار الأعضاء
سمسار الأعضاء (أو بنوك الأنسجة غير المنقولة) هو شركة أو فرد يقوم بشراء وبيع الجثث أو أجزاء الجسم البشري.
في حين أن سوق زراعة الأعضاء منظم بشكل كبير في الولايات المتحدة، فإن استخدام أجزاء الجثث للبحث والتدريب والاستخدامات الأخرى ليست كذلك. تجارة هذه الأعضاء تتم بطريقة مماثلة للمواد الخام، فالكثير من السماسرة يقولون أنهم يدفعون رسوم مقابل شراء هذه الأعضاء.
في حين أن الخطف كان من أشهر الطرق للحصول على الأجسام المستخدمة للبحوث في القرن العشرين، ولكن حاليًا سماسرة الأعضاء يحصلون على الجثث من خلال المتبرعين بالأجساد. ممكن أن يقوم سمسار الأعضاء بأخذ الجثة من غير المقتدرين على تأمين كلفة الجنازة أو غير المقتدرين على تأمين كلفة بعض المراسم الجنائزية مثل حرق الموتى، حيث يقومون بأخذ الجثة والاستفادة منها ثم إعادة الرماد الخاص بالأعضاء إلى الأقارب. ممكن أن يقومو بالاحتيال على بعض الأشخاص عن طريق إقناعهم بفائدة التبرع بالجثث لاستخدامها لغرض الأبحاث لكنهم بعد ذلك يعيدو بيعها لجني الأرباح.
يحصل سماسر الأعضاء على الجثث والأعضاء أيضًَا من فائض بعض المؤسسات التي  تستقبل المتبرعين، ولكن  في  بعض الحالات  قد  يقومون  بهذا بشكلٍ غير  قانوني ومخالفٍ  لآمال المتبرعين أو من  خلال  الرؤساء الذين يتصرفون بطريقةٍ غير مسؤولةٍ. في  عام  2004 أُوقف برنامج  (UCLA Willed Body Program) لمدة سنة بعد أن قام مخرج البرنامج  هينري  ريد [الإنجليزية] ببيع الأعضاء لكسب الأرباح بتعاونٍ مع سمسار الأعضاء يرنيست  نيلسون، وقدرت أرباحهم بحوالي 1.5 مليون دولار أمريكي. حكم على ريد ونيلسون بعد  ذلك  لسرقتهم ومخالفاتهم القانونية بالسجن لمدة 4 سنوات ثم 10 سنوات على التوالي.